# Малий Лукавець
Малий Лу́кавець (деколи — Лукавець-Малий) — річка в Україні, в межах Надвірнянського району Івано-Франківської області. Ліва притока Бистриці Надвірнянської (басейн Дністра).

## Опис
Довжина — 11 км, площа басейну — 30,8 км², похил річки — 6 м/км. У верхній течії долина вузька, V-подібна, дуже заліснена; не є глибокою на території сіл Молодків, Гвізд, але після Гвозду ближче до Фітькова долина стає ширшою. Річка типово гірська.[джерело?]
Починається в колишньому Богородчанському районі, гирло річки — в с. Гвізд Надвірнянського району.
Бере початок серед гір північно-східних відногів масиву Ґорґани, біля підніжжя гори Мала Гига, на території села Битків. Тече на північний схід та північ, на території села Молодків повертає на північний захід, а біля Молодківського ставка до Малого Лукавця долучається притока — потік Беньковець. Територією села Гвізд річка тече на схід, а вже після Млинів йде на північний схід та біля села Фитьків впадає до Бистриці Надвірнянської.[джерело?]

## Історія
Станом на 1914-ий рік, в дослідженні соляних копалень сіл Старуня, Молодків, Гвізд, згадуються річки Лукавець Великий та Лукавець Малий.